# Millesgården

Millesgården är ett konstnärsmuseum och samtidigt en skulpturpark på Lidingö, ursprungligen konstnären och skulptören Carl Milles och hans hustru Olgas bostad, ateljé och trädgård fram till 1931. På Millesgården finns främst verk av Carl Milles. 1999 kompletterades Millesgården med Millesgårdens konsthall ritad av arkitekten Johan Celsing.

## Historik
År 1906 köpte konstnärsparet Carl och Olga Milles en tomt på Herserudsklippan på Lidingö. Här planerade de att bygga ett hem med tillhörande konstateljé. Huset ritades av arkitekten Karl M. Bengtson och invigdes 1908. Senare om- och tillbyggnader gjordes i samarbete med Carl Milles halvbror, arkitekt Evert Milles. Den fina marmorportalen som utgör gamla entrén till Millesgården kommer från det berömda Hotell Rydberg (rivet 1914).
Under 1920-talet förvärvades angränsande tomtmark efter klippans sydsluttning. Vid tillkomsten av mellersta terrassen blev skulpturträdgården större och ännu en skulpturverkstad, Lilla Ateljén, byggdes. År 1936 gjordes Millesgården om till en stiftelse som överlämnades som gåva till svenska folket.

## Gårdens utställning och byggnader

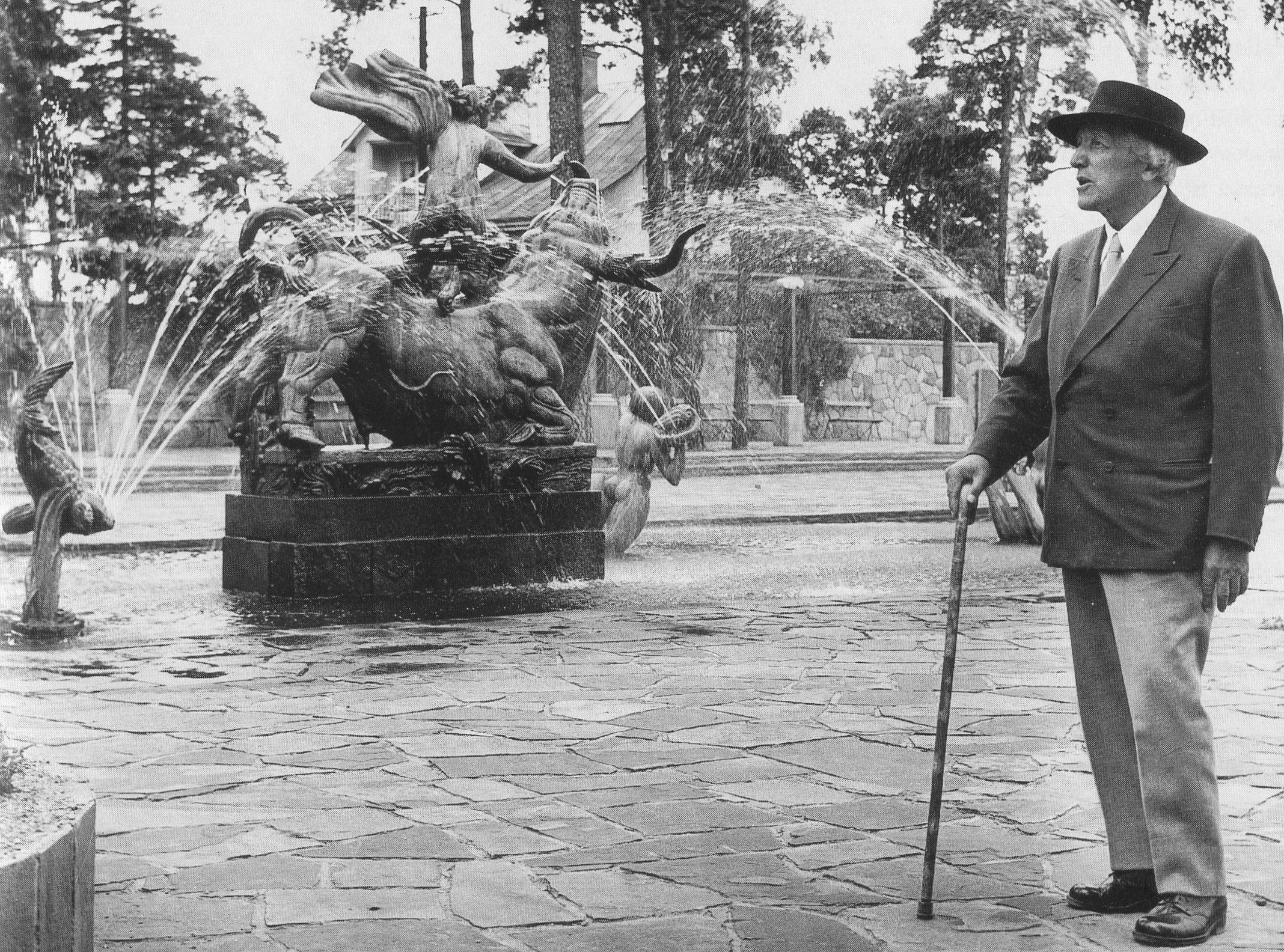
Carl Milles på Millesgården, Europa och tjuren syns i bakgrunden, tidigt 1950-tal.

### Skulpturparken
Millesgårdens skulpturpark kom till i samband med Milles hemkomst från USA 1950. Där placerades monumentala repliker av fristående skulpturer och fontängrupper från USA och Sverige. Den nedre terrassen var klar i stora drag vid Carl Milles bortgång 1955. Området bakom Stora Ateljén kallas Ateljéträdgården och ursprungligen anlades trädgården som en köksträdgård. I ateljéträdgården finns skulpturerna Vingarna och Örnen.

### Annes hus
I början av 1950-talet lät Carl Milles bygga Annes hus efter ritningar av Evert Milles. Huset planerades för Milles sekreterare, Anne Hedmark (1899–1993), som i augusti 1950 tillträdde tjänsten som Millesgårdens värdinna och intendent. Hon bodde där till 1986. Huset ritades av Evert Milles (Carl Milles halvbror) och inreddes av Estrid Ericson samt Svenskt Tenn med möbler formgivna av Josef Frank. Här bodde paret Milles på somrarna efter återkomsten till Europa 1951 och här, i musikrummet, avled Carl Milles den 19 september 1955.

### Millesgårdens konsthall
Senaste nybyggnad på Millesgården är Millesgårdens konsthall som invigdes i oktober 1999. Den står längs med sydöstra sidan av den nedre terrassen och ritades av arkitekten Johan Celsing. Framför byggnaden står en rad kolonner med guldfärgad kapitäl i jonisk ordning som härrör från 1600-talet och palatset Makalös. Konsthallens arkitektur belönades 1999 med Kasper Salin-priset. I konsthallen visas utställningar av nationella och internationella konstnärer året om. Här är numera entrén till Millesgården och en liten museibutik.

### Skogskapellet
Carl och Olga Milles (1874–1967) är gravsatta i det så kallade Skogskapellet på området som kallas "Lilla Österrike". Kapellet tillkom mot slutet av 1940-talet och byggdes efter ritningar av Evert Milles. Den lilla byggnaden anknyter till de "vägkapell" som är vanliga i Sydtyskland och Österrike. Förebilden till kapellet var Moritz von Schwinds målning Die Waldkapelle från 1800-talets mitt. Millesgårdens Skogskapell utgörs av en murad "cella" med ett framspringande trätak som bärs upp av två kolonner. Taket är ett valmat sadeltak täckt av spån.

## Bilder

Skulpturer på Millesgården (urval)
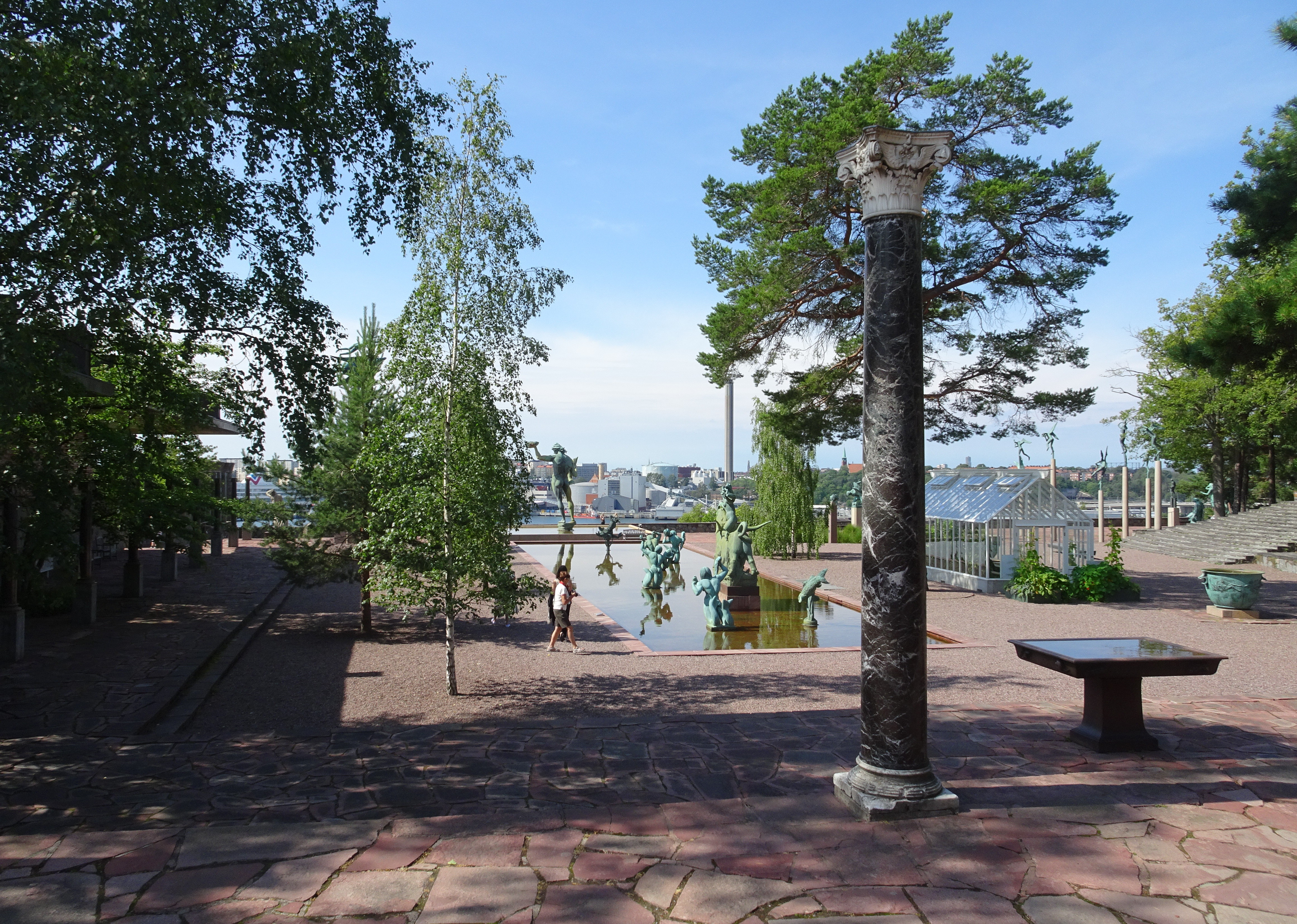
Skulpturparken sedd från Annes hus mot söder.
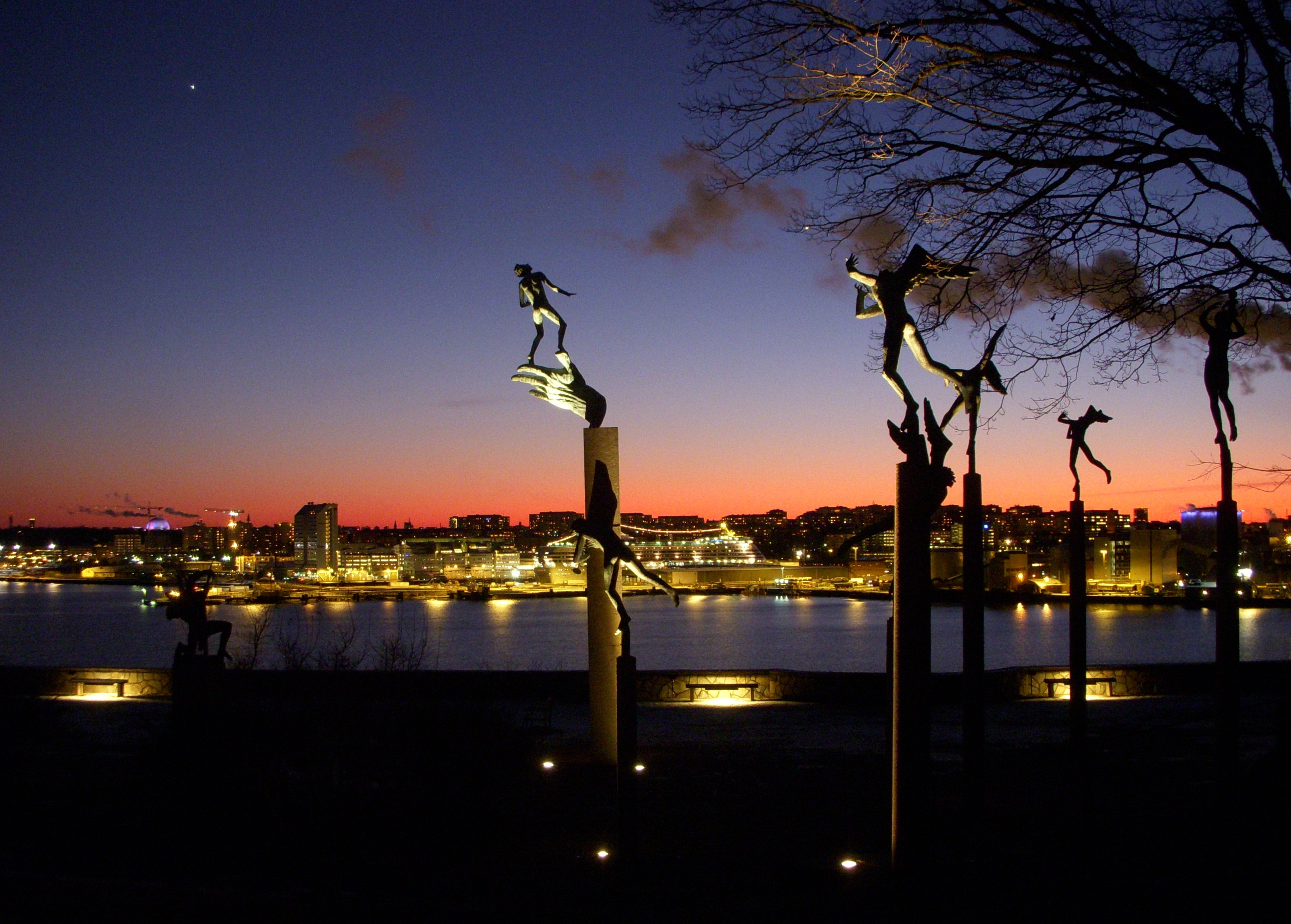
Musicerande änglar.
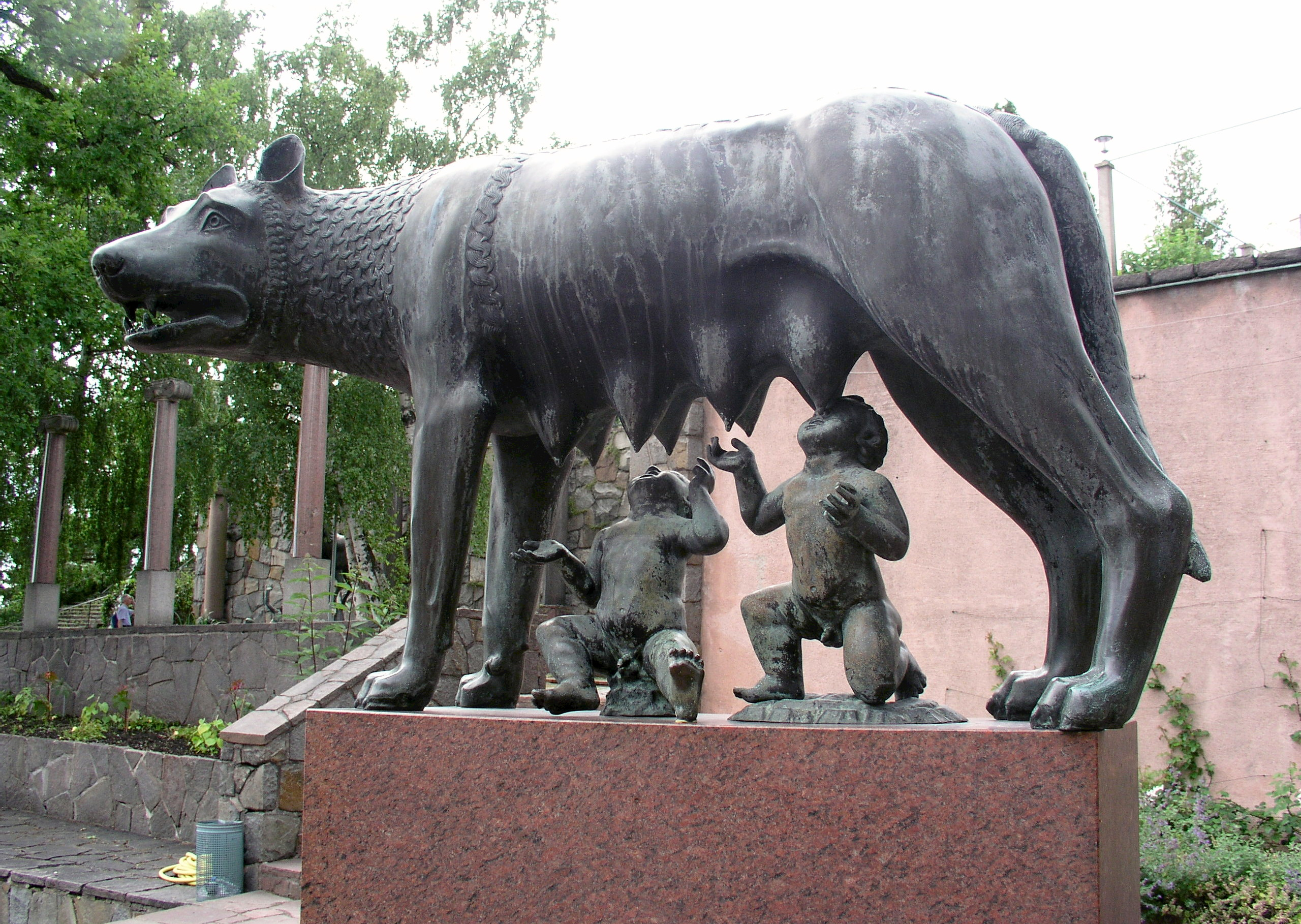
Romulus och Remus.
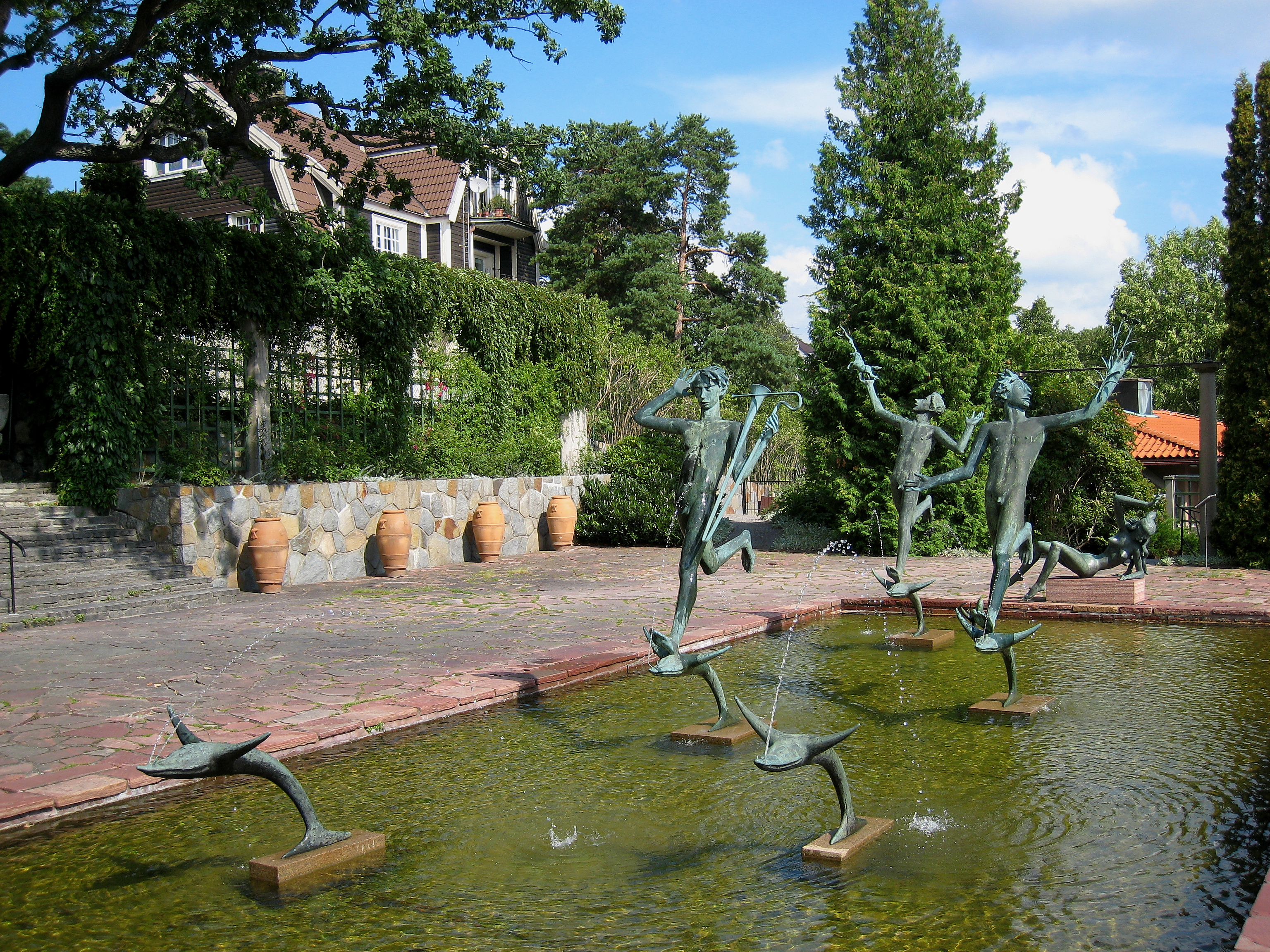
Aganippefontänen.
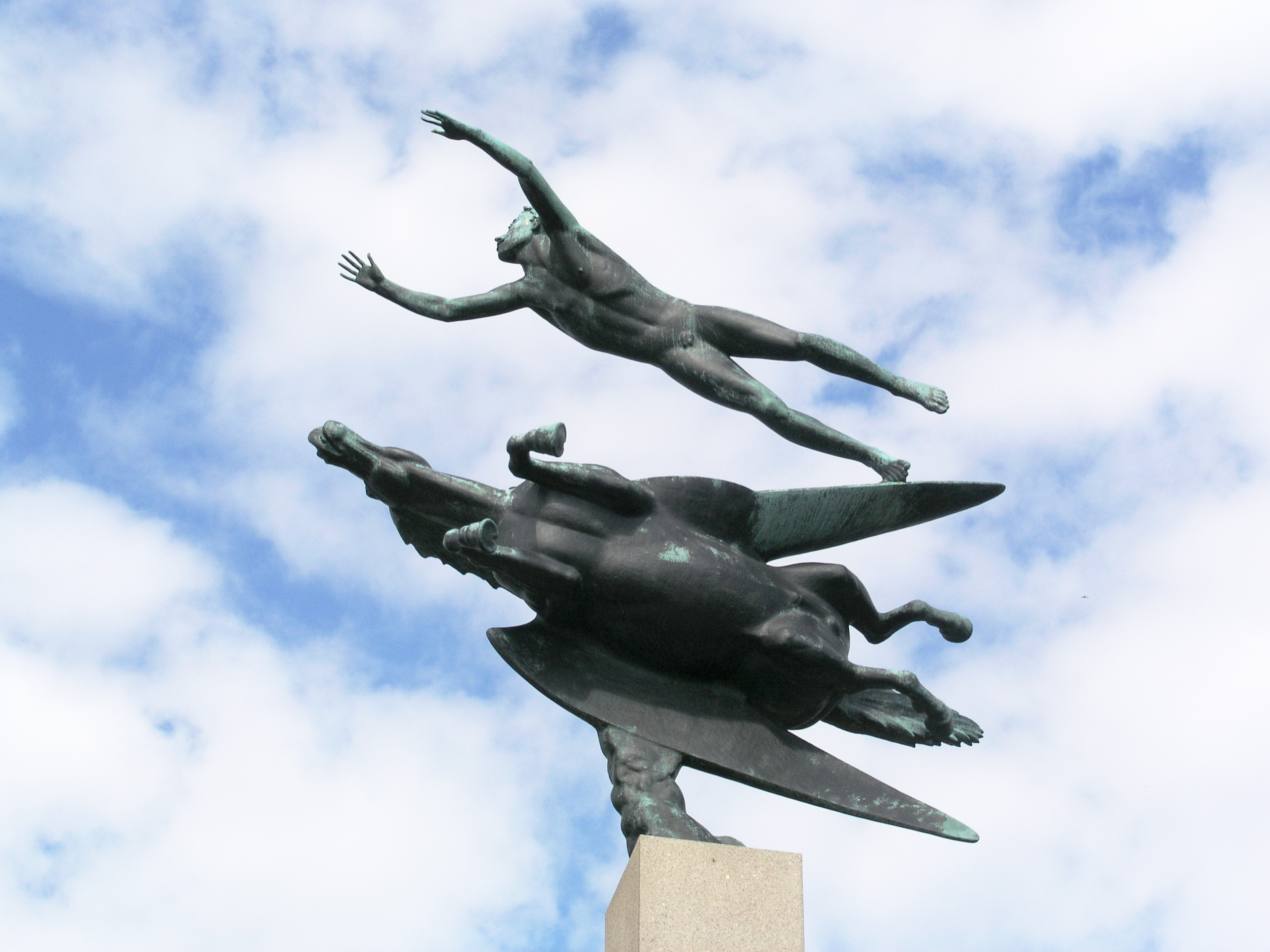
Människan och Pegasus.

Byggnader på Millesgården (urval)
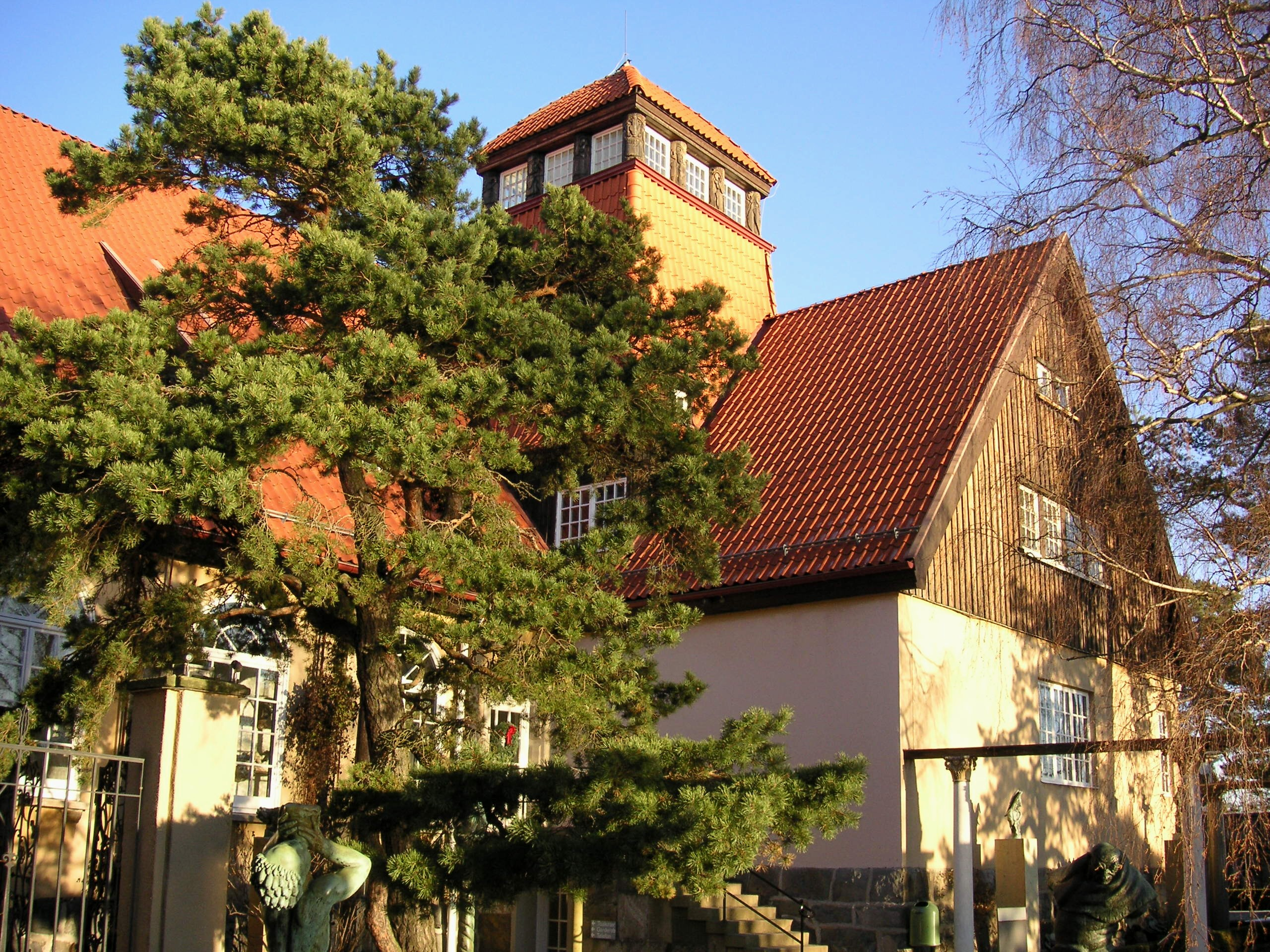
Huvudbyggnaden.
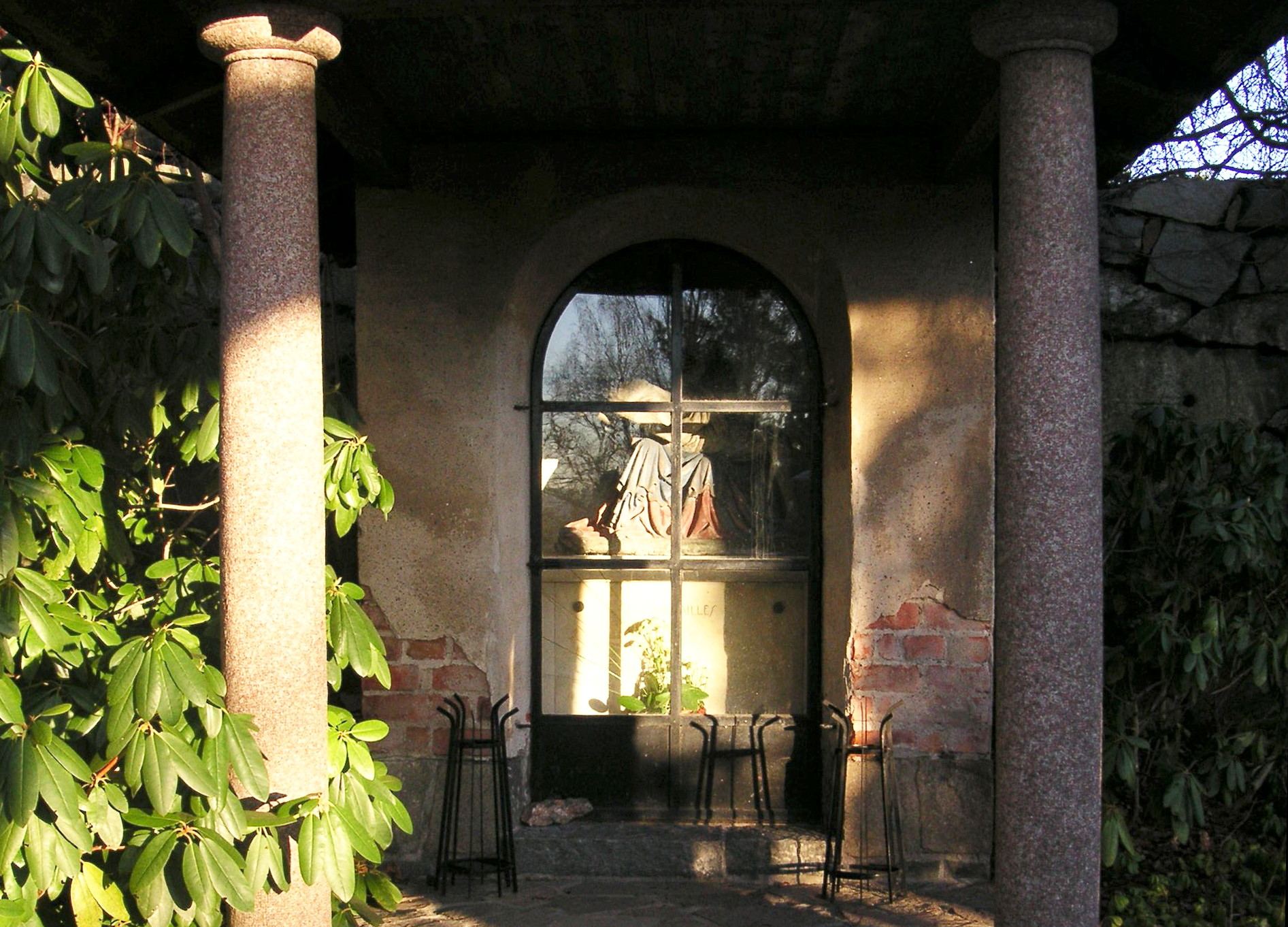
Skogskapellet.
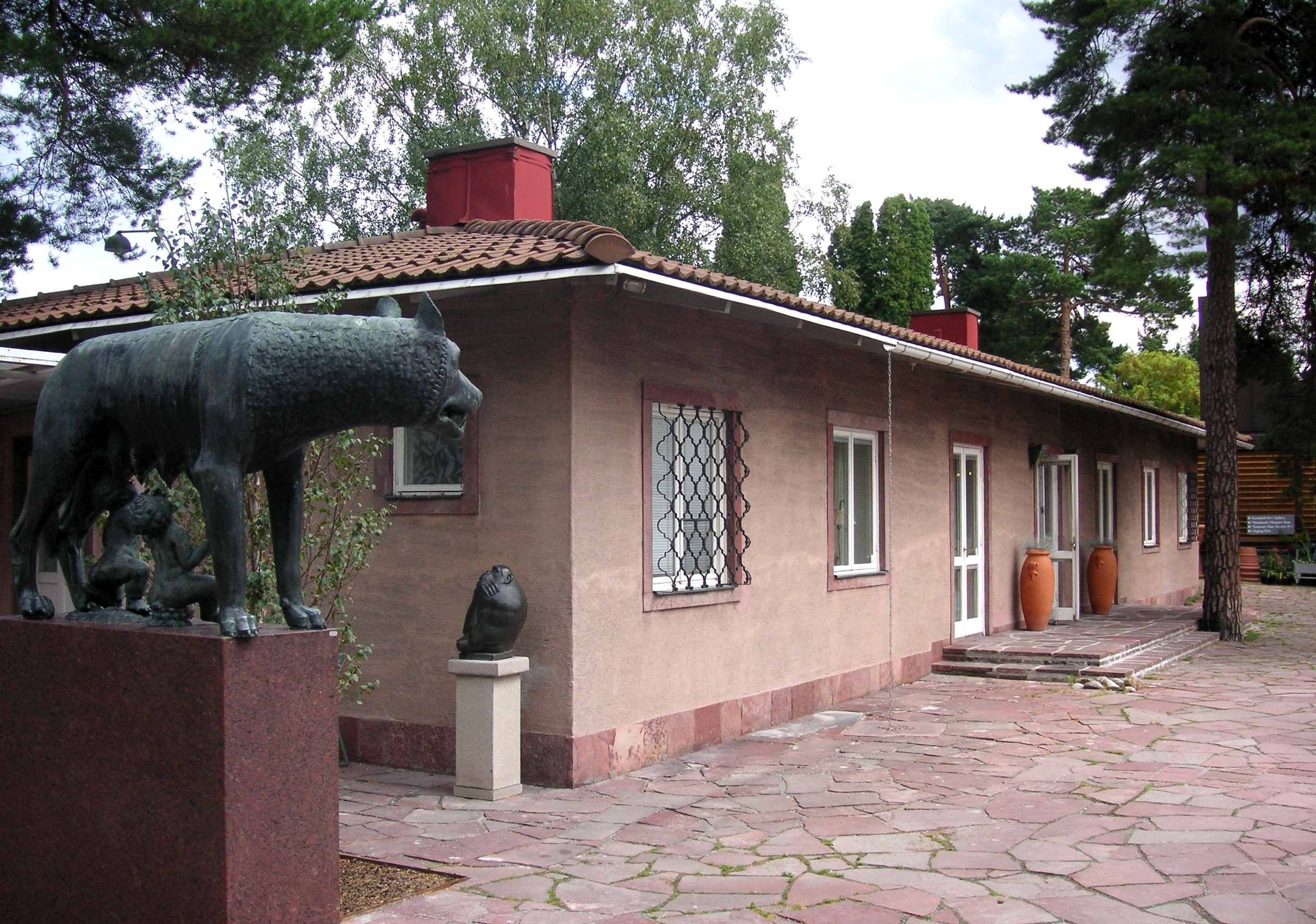
Annes hus.
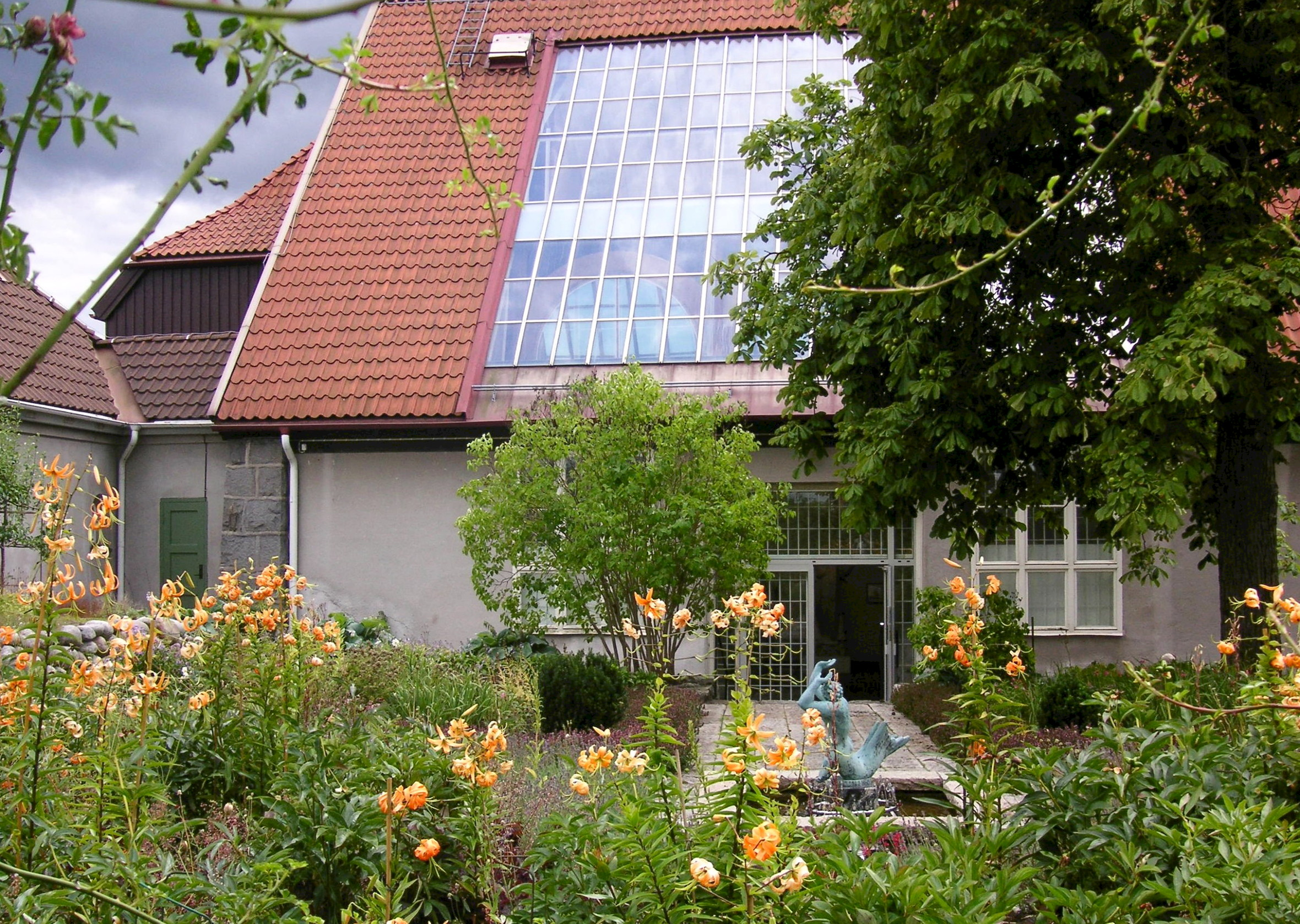
Ateljéträdgården.
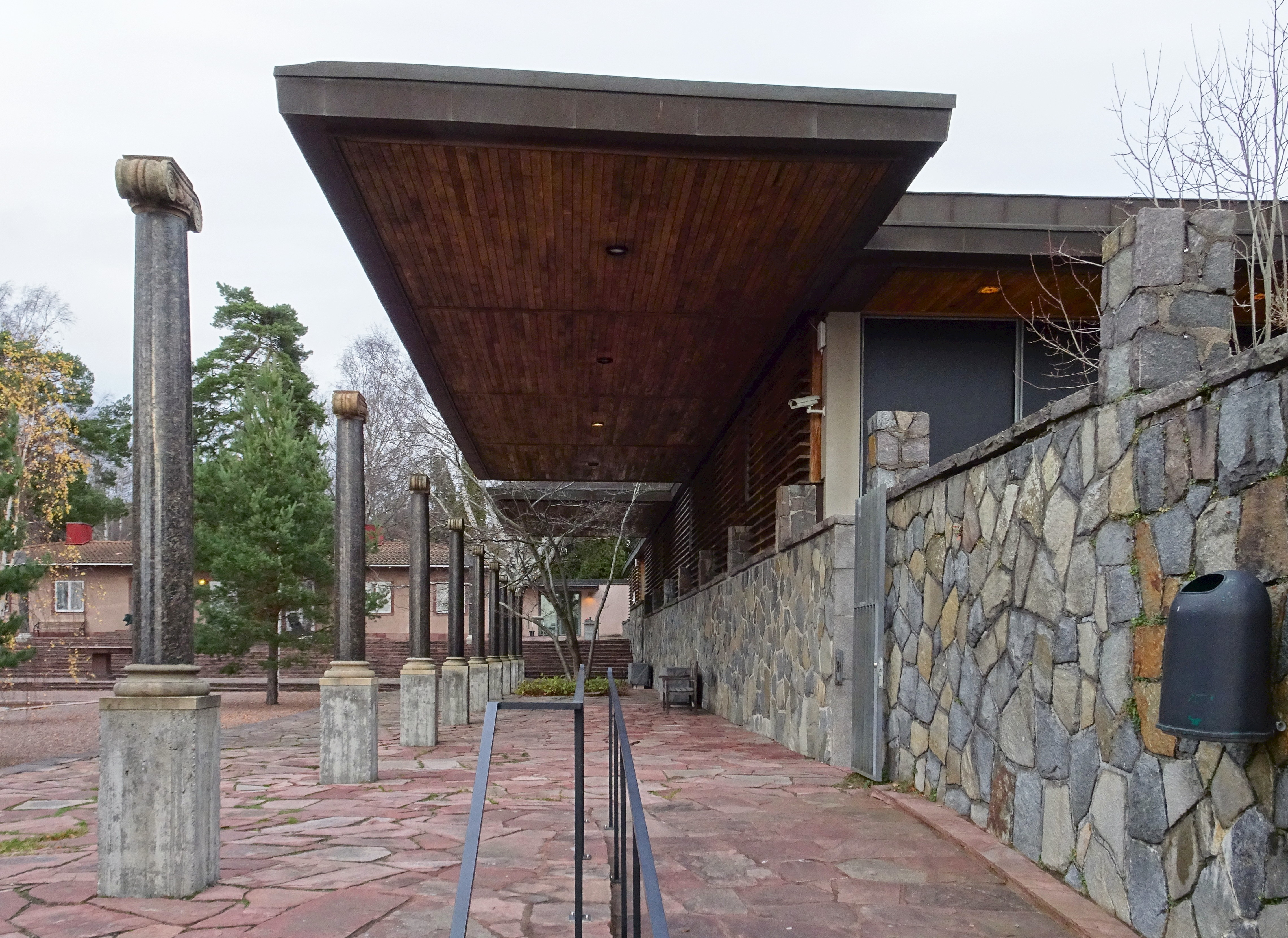
Millesgårdens konsthall.

Interiörer
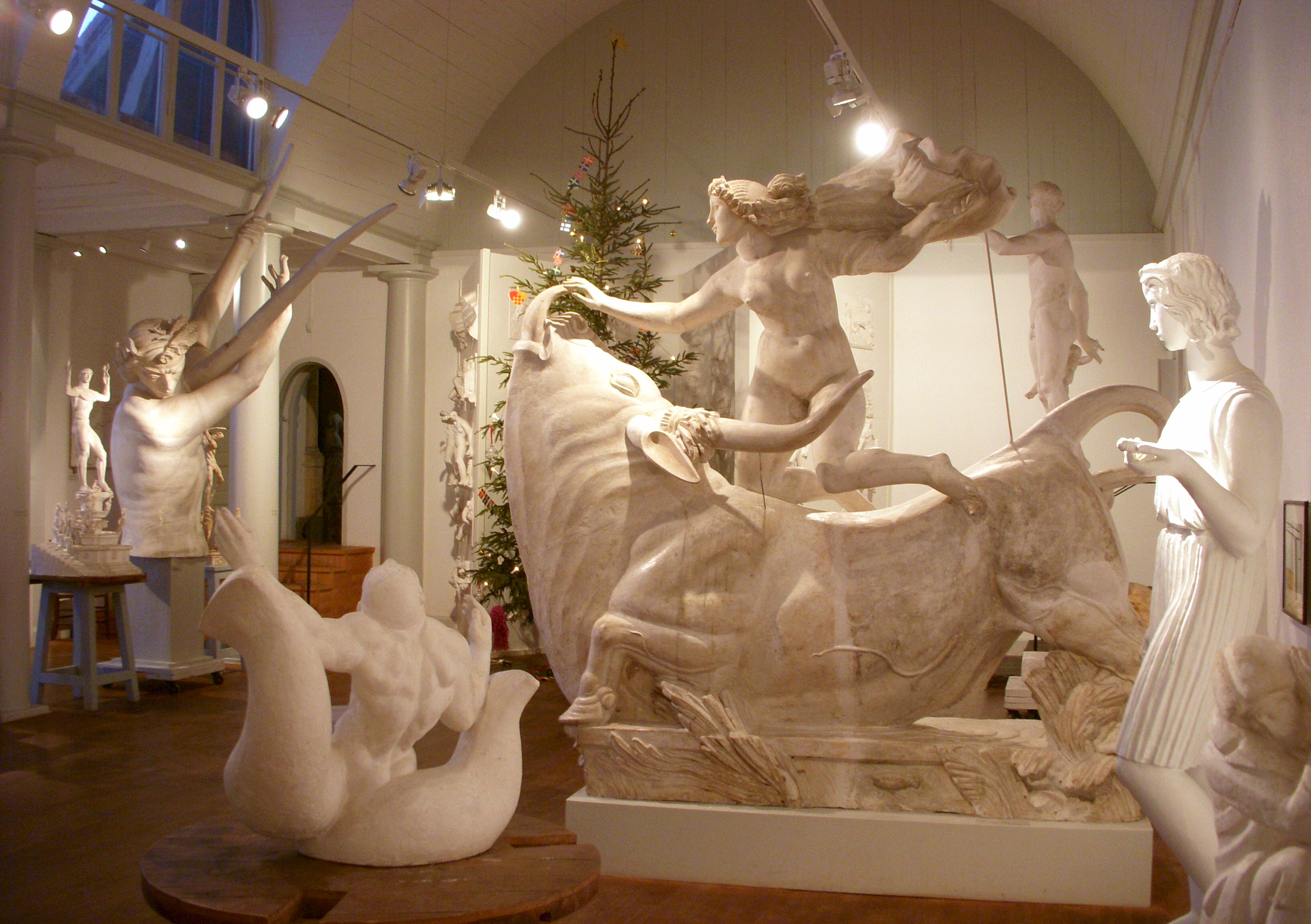
Ateljén.
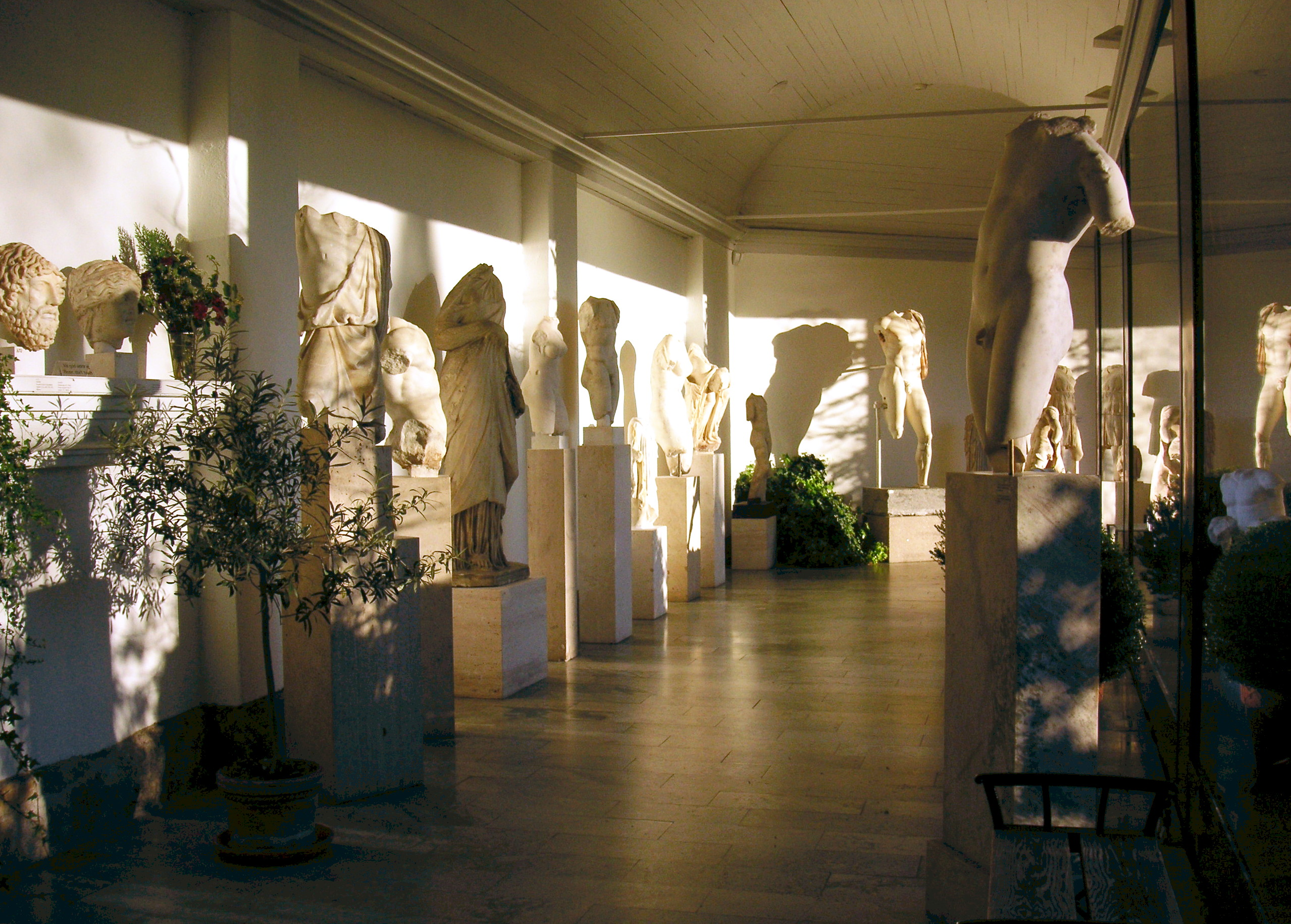
Milles antiksamling.
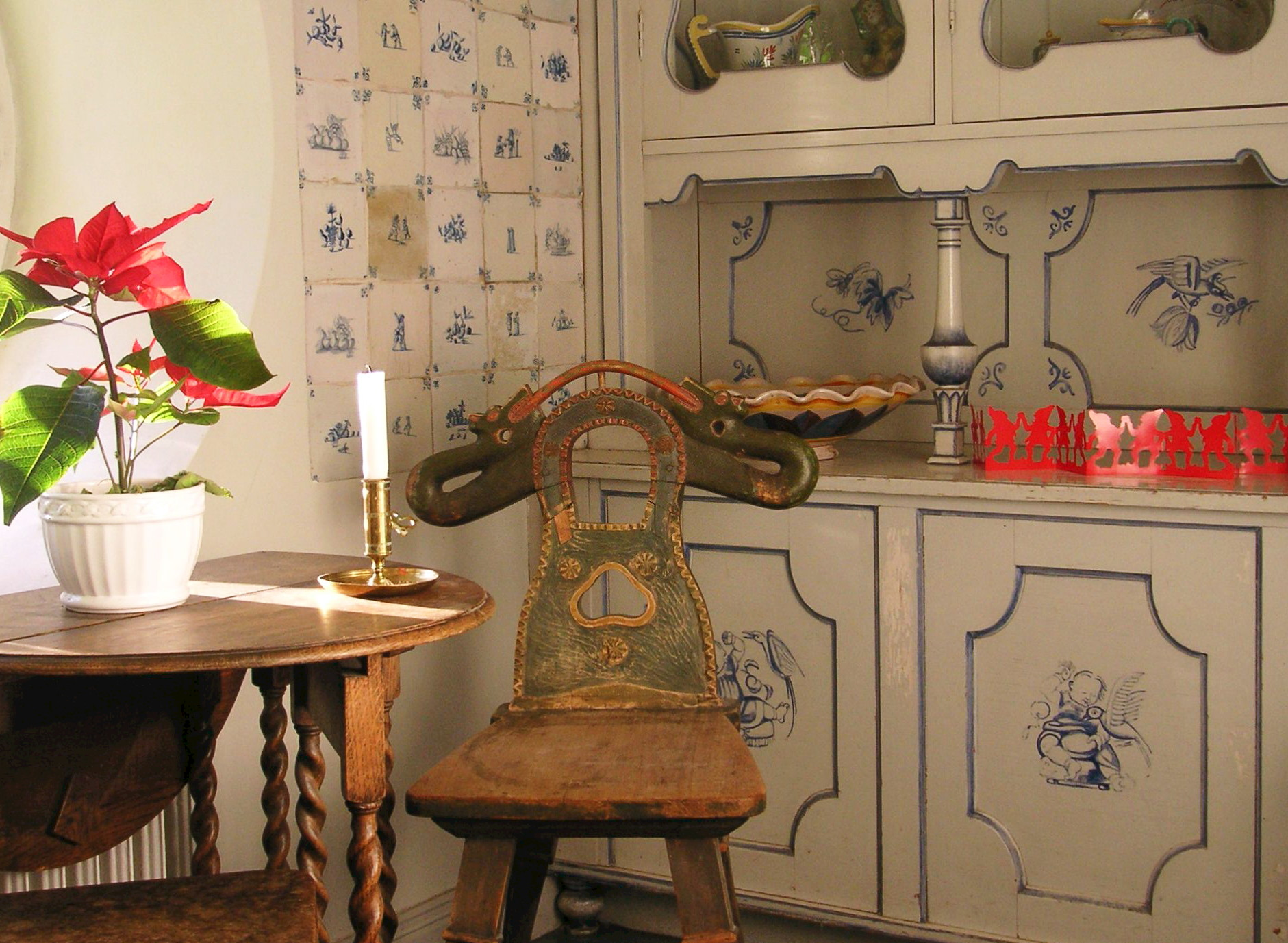
Köket i Millesgården.
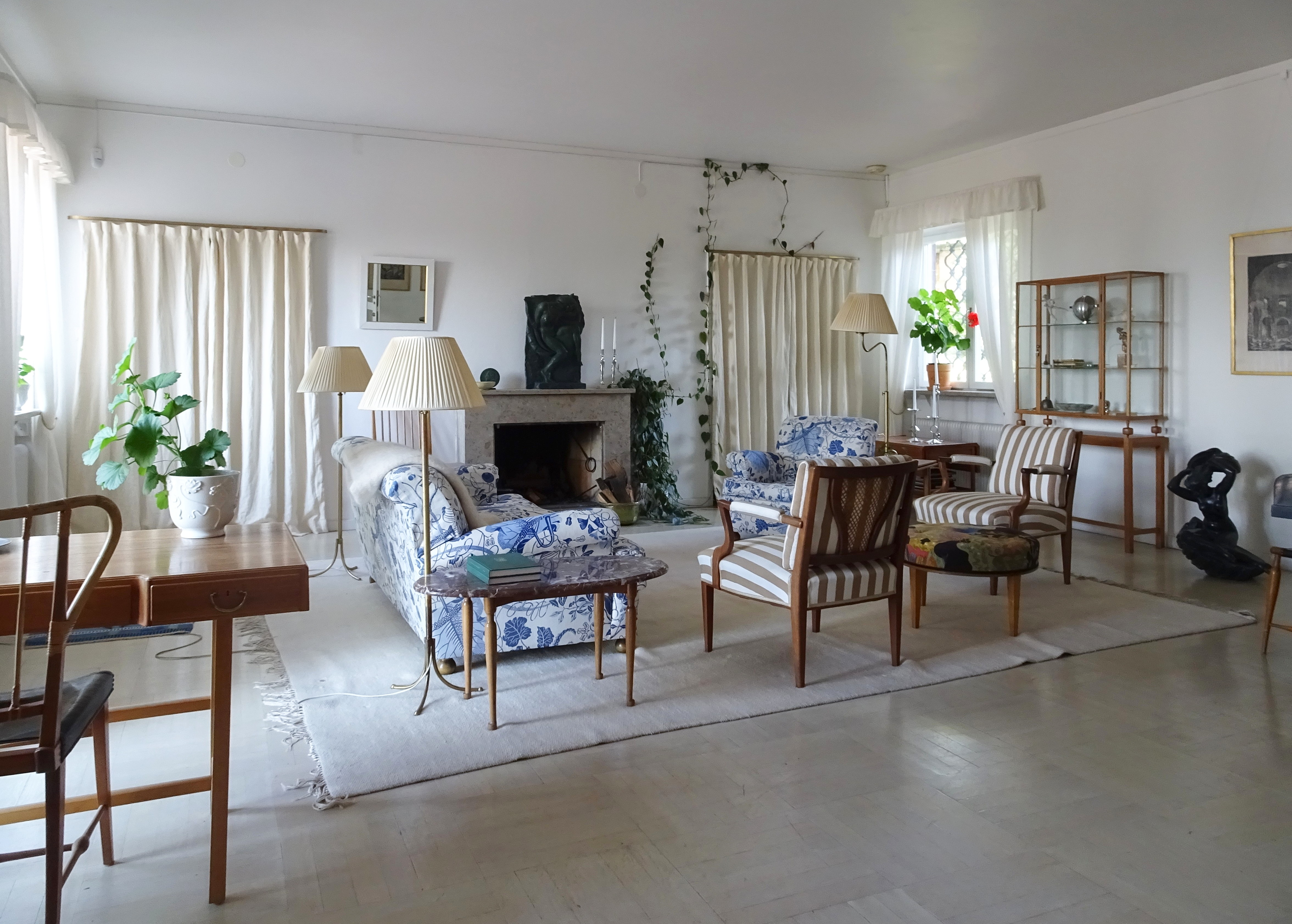
Vardagsrummet i Annes hus.
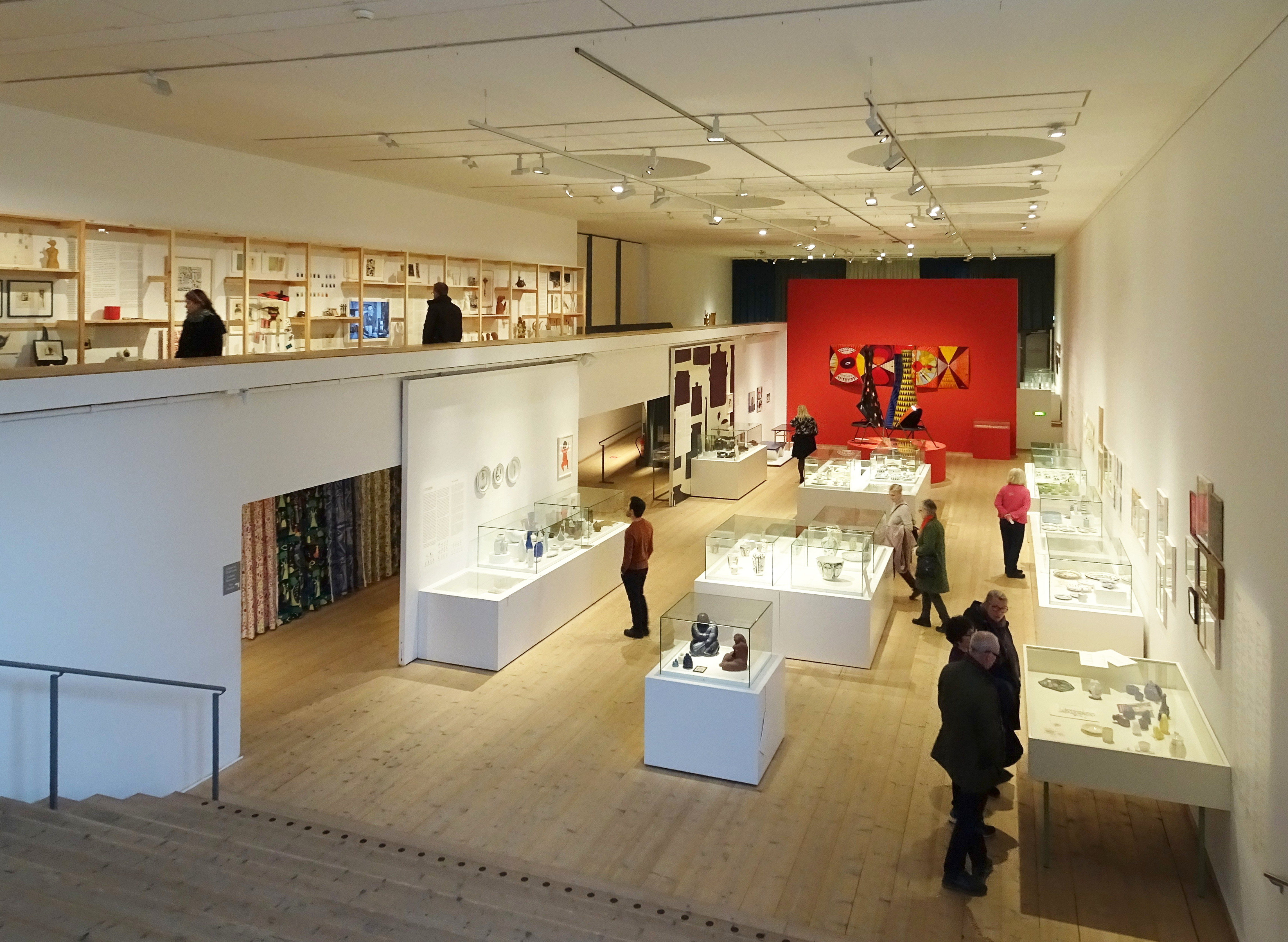
Millesgårdens konsthall.

## Chefer i urval
- 1950–1955 Anne Hedmark
- 1955–83 Axel Wallenberg
- 1984–1990, 1994–2004 Staffan Carlén
- 2004–2009 Isabella Nilsson
- 2009–2023 Onita Wass
- 2024– Sara Källström